# شتيفان شميت (لاعب كرة قدم ألماني)
شتيفان شميت (بالألمانية: Stefan Schmidt)‏ (8 مارس 1989 في ألمانيا - ) هو لاعب كرة قدم ألماني (وحمل سابقاً جنسية ألمانيا الشرقية) في مركز حراسة المرمى. لعب مع كارل زايس يينا وكيمنتزر.

## وصلات خارجية
- ستيفان شميت على موقع قاعدة بيانات كرة القدم.إي يو (الإنجليزية)
- ستيفان شميت على موقع بيانات كرة القدم. دي إي (الألمانية)
- ستيفان شميت على موقع Soccerway.com (الإنجليزية)